# Массква Валерія Дмитрівна
Валерія Дмитрівна Массква, при народженні Гуреєва; 28 січня 1988, Новий Уренгой, Тюменська область) — російська співачка, авторка пісень. Основні напрямки - поп-музика, поп-рок та павер-поп.

## Біографія
У дитинстві складала вірші і пісні, але музичної освіти не мала. У 2002-му переїхала до Москви, маючи на меті почати музичну кар'єру. Продюсер Ігор Марков взявся за просування Валерії, яка взяла псевдонім Массква, а композитор Олександр Максимов надав студію для запису демо.
У 2003 р. співачка офіційно змінила прізвище на честь свого псевдоніма. Тоді ж вона вступила до Першого Московського юридичного інституту. До 2004 р. Масскві вдалося зібрати акомпануючий склад: Сергій Калачов (бас-гітара), Олександр Бадажков (гітара, екс-Земфіра), Юрій Терлецький (гітара), Володимир Жарко (ударні). Був знятий кліп на пісню «SMS-ная Любовь», пізніше демонструвався по MTV Росія і очолив хіт-парад цього каналу, трохи пізніше Валерія пробує свої сили в передачі «Фабрика Зірок».
У 2005 р. взяла участь у фестивалі поп-музики «5 зірок» в Сочі, де виконала пісню «Медведица» гурту Мумий Тролль (з дозволу її автора, Іллі Лагутенка). З цього часу співачка почала завойовувати широку популярність. У тому ж 2005 р. вона отримала премію MTV Росія як «відкриття року». В кінці 2005-го був випущений однойменний дебютний альбом «Массква». На пісні «7 Этаж», «Ну, наконец-то» і «Необратимо» були зняті відеокліпи. Музика з пісні «7 Этаж» стала саундтреком до телесеріалу «Універ» телеканалу «ТНТ».
У 2007 р. вийшов другий альбом «Разные», але він не був успішний. Не бачачи більшого потенціалу, Ігор Марков розірвав контракт з Лерою.
У 2009 р. оголосила про початок роботи над третім альбомом і про те, що продюсувати свою творчість тепер буде вона сама. У ротацію потрапила пісня «Так далеко».
Одружена з Павлом Євлахова (Чеховим), лідером гурту «4ехов». У 2007 виходить кліп на спільну пісню «Нецунами», яку Павло написав спеціально для Валерії.
У жовтні 2010 року в США народила сина Платона.

## Дискографія

### Массква (2005)
1. Необратимо
2. Я тебе тут…
3. Ну наконец-то
4. SMS-ная любовь
5. 7 этаж
6. Голуби
7. Вопросы
8. Мой город
9. Я так хочу
10. Зверь
11. Я тебя прошу
12. Париж
13. Любовь с доставкой на дом (вперше випущена в перевиданні альбому в 2006 році)

### Разные (2007)
1. Разные
2. Билет на самолёт
3. Люди всё узнали
4. Возле
5. Лови
6. За весной опять приходит лето
7. На предельной
8. У кого-то
9. Жирафик
10. За тобой

## Відео
- SMS-ная любовь (2003)
- Ну наконец-то (2005)
- 7 етаж (2005)
- Необратимо (2006)
- Возле (2007)
- Нецунами (2007)
- Разные (2008)
- Телефонные трубки (2008)